# Cyganka (Osobita)
Cyganka (słow. Cigánka) – turnia w masywie Osobitej w słowackich Tatrach Zachodnich. Znajduje się w zakończeniu północno-wschodniej grzędy Osobitej, oddzielającej dwie górne odnogi Doliny Suchej Orawickiej: Kamienny Żleb i Szeroki Żleb. Wznosi się na wysokość około 1050 m n.p.m. Turnia zbudowana jest, jak cały masyw Osobitej, ze skał węglanowych. W skałach turni niewielka, dwuotworowa Jaskyňa v Cigánke. Dawniej w przesmyku doliny poniżej Cyganki stały szałasy polany Pańskie Szałasisko.
W Tatrach istnieje jeszcze druga turnia o tej samej nazwie – w Jaworzynce. Nazwę tamtej Witold Henryk Paryski tłumaczył podobieństwem kształtu do postaci Cyganki z dzieckiem.